# Filippo Spinelli
Pour les articles homonymes, voir Spinelli.
 Filippo Spinelli (né en 1566 à Naples  et mort le 25 mai 1616 à Naples) est un cardinal italien du début du XVIIe siècle. D'autres cardinaux de la famille sont Giuseppe Spinelli (1735) et Fernando Spinelli (1785).

## Biographie
Filippo Spinelli est clerc de la chambre apostolique. Il est nommé archevêque titulaire de Rhodes (de) et coadjuteur du diocèse de Policastro en 1592 et est consacré le 6 mai de la même année par Alfonso Gesualdo. Il est nonce apostolique en Autriche (en) en 1598-1603 et vice-légat de Ferrare en 1604. Il succède à l'évêque de Policastro en 1603.
Le pape Clément VIII le crée cardinal lors du consistoire du 9 juin 1604. 
Spinelli participe aux deux conclaves de 1605 (élection de Léon XI et de Paul V). Il est transféré au diocèse d'Aversa en 1605.

## Succession apostolique
Filippo Spinelli a ordonné les évêques suivants :
- Évêque Giuseppe Saluzzo (1604)
- Archevêque Jan Andrzej Próchnicki (pl) (1607)